# Alle Tage sing und sage

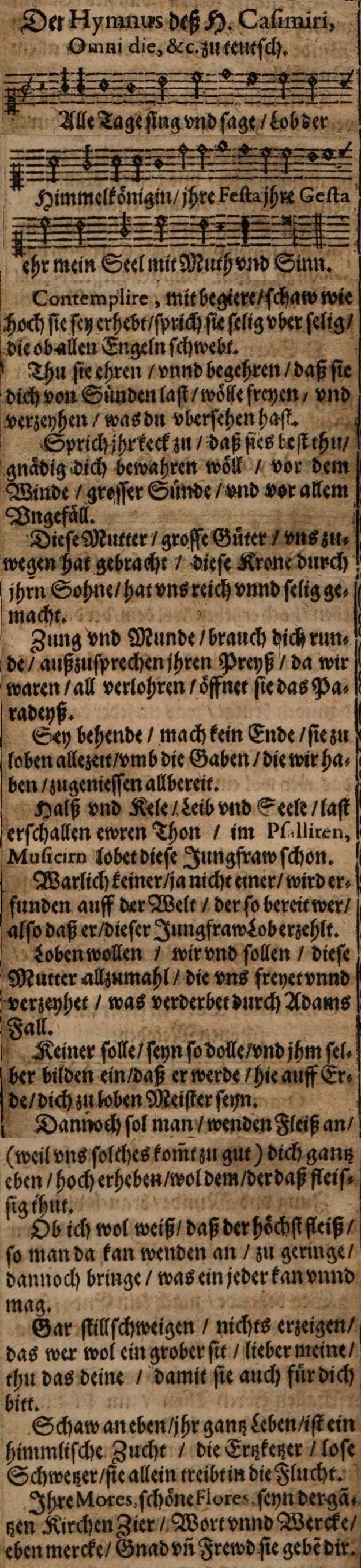
Alle Tage sing und sage, Fassung Würzburg 1630 mit der bis heute gesungenen Melodie

Alle Tage sing und sage ist ein katholisches geistliches Lied zur Marienverehrung. Es geht zurück auf den lateinischen Hymnus Omni die dic Mariae, der heute allgemein dem Benediktiner Bernhard von Morlas (12. Jahrhundert) zugeschrieben wird, in der Barockzeit aber als Werk des hl. Kasimir (1458–1484) galt. Im Gotteslob ist eine vierstrophige Fassung enthalten (Nr. 526).

## Form und Inhalt
Für die Verfasserschaft Bernhards von Morlas sprechen Form und Sprache des Marienhymnus, die mit zweifelsfrei von ihm stammenden Werken eng verwandt sind. Die Strophen folgen einem originellen, durch die rasche Reimfolge „beschwingt“ wirkenden Schema:
x–x–

x–x–

x–x–x–x

x–x–

x–x–

x–x–x–x
Inhalt der Dichtung ist die Aufforderung zum Lob der Jungfrau und Gottesmutter Maria und ihrer Rolle im Erlösungswerk. Der heute gebräuchliche deutsche Text besteht aus den Strophen 1, 2, 4 und 6 der 16-strophigen Fassung von Heinrich Bone (1847), die ihrerseits an barocke Vorlagen anknüpft.

## Heute gebräuchlicher Text
Alle Tage sing und sage

Lob der Himmelskönigin;

ihre Gnaden, ihre Taten

ehr, o Christ, mit Herz und Sinn.

Auserlesen ist ihr Wesen,

Mutter sie und Jungfrau war.

Preis sie selig, überselig;

groß ist sie und wunderbar.

Gotterkoren hat geboren

sie den Heiland aller Welt,

der gegeben Licht und Leben

und den Himmel offen hält.

Ihre Ehren zu vermehren,

sei von Herzen stets bereit.

Benedeie sie und freue

dich ob ihrer Herrlichkeit.

## Melodie
Die Melodie findet sich zuerst in einem Ingolstädter Gesangbuch von 1613 und ist seitdem mit allen deutschen Textfassungen verbunden. Sie passt sich der Form des Gedichts in Rhythmus und Duktus genau an.

## Omni dieund der hl. Kasimir

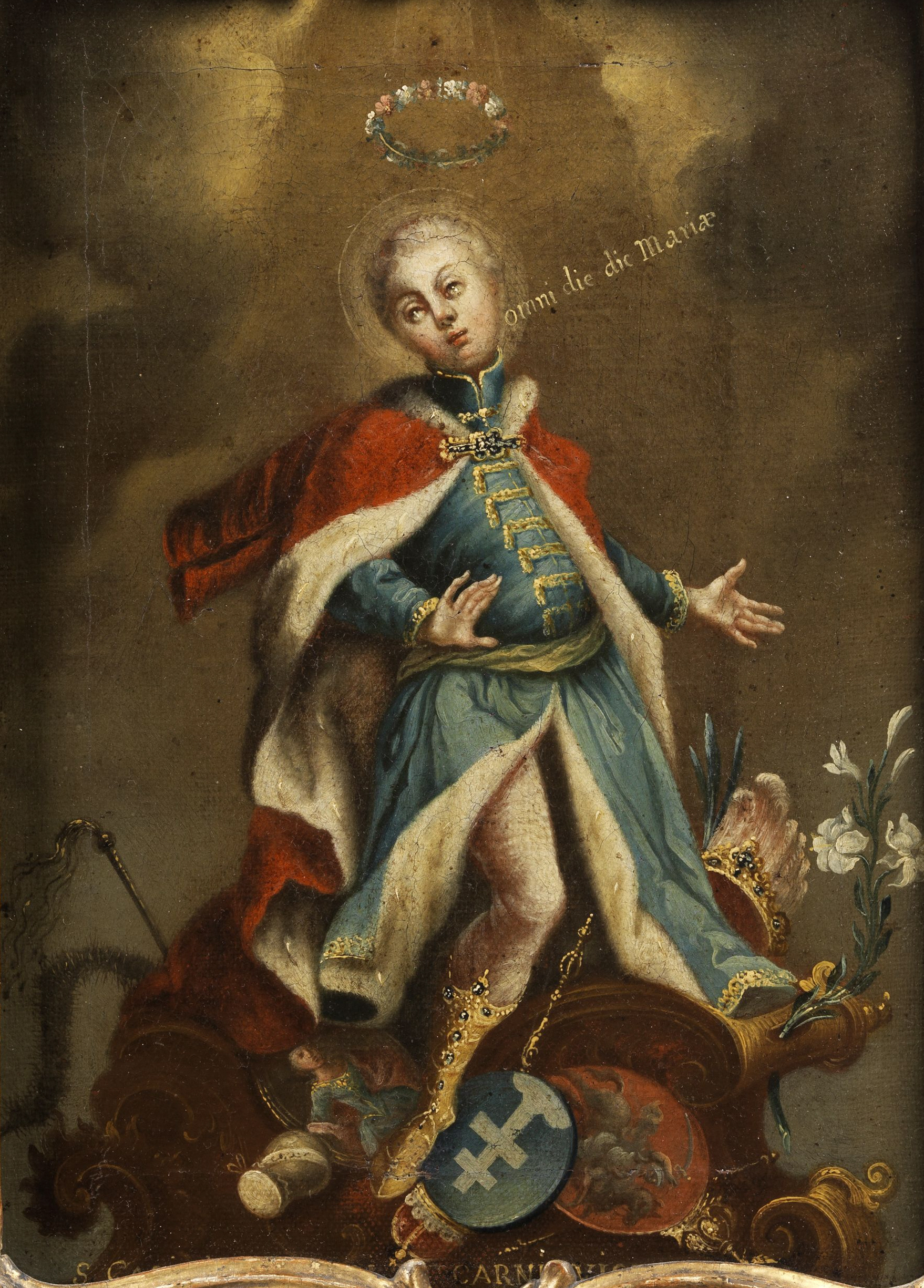
Der hl. Kasimir mit dem Anfang des Hymnus, 18. Jahrhundert

Der hl. Kasimir, ein polnischer Königssohn, starb 1484, erst 25-jährig, im Ruf vollkommener Frömmigkeit und Keuschheit. Seine Heiligsprechung erfolgte in mehreren Schritten und wurde 1604, auf dem Höhepunkt der Gegenreformation, vor allem in Polen-Litauen mit großen Festlichkeiten gefeiert. Zu dieser Zeit verbreitete sich die Legende, der Leib des Heiligen sei bei der Graböffnung unverwest vorgefunden worden und seine rechte Schläfe habe auf einem Zettel mit dem von ihm selbst gedichteten Omni die dic Mariae geruht. Seitdem hieß das Lied Hymnus des hl. Kasimir und die ersten Textworte wurden zu einem der Attribute des Heiligen in der kirchlichen Kunst.
Über die Legende schreibt Dreves 1909:
„Findet man den zweiten Hymnus des Mariale: Omni die dic Mariae auch heute noch da und dort dem hl. Casimir von Polen zugeschrieben, so beweist dies nur, daß eine Legende um so länger spukt und um so zäher festgehalten wird, je widersinniger sie ist.“